# Aingoulaincourt

Aingoulaincourt este o comună în departamentul Haute-Marne din nord-estul Franței. În 2009 avea o populație de 13 de locuitori.

## Geografie

### Locație
Satul mic Aingoulaincourt este situat în cantonul Pisces, situat în Haute-Marne, în regiunea Grand-Est. Orașul se află la 1,9 kilometri de Echenay prin D 215 și la 2,9 kilometri de Pansey prin D 60. Satul este situat pe malul stâng al râului Saulx (râul care trece prin Echenay).

## Toponimie
Aingoulaincourt este un sat care se termină cu sufixul "scurt", provenind din latine curtis, adică "domeniu" sau "teren agricol". Aingoulaincourt vine de la Angulencurt, care este un nume propriu-zis de origine germanică, însemnând "Inguelina", urmat de sufixul "scurt" și care odată a tradus "câmpul lui Inguelina".

## Istoric
În 1789, Aingoulaincourt este considerat un sat care depinde de alegerea lui Joinville. Aingoulaincourt a ieșit din provostul din Angouleme, o clădire din Chaumont. Biserica Saint-Remy era o anexă a diecezei din Toul. Aingoulaincourt a fost, în 1789, un teren aparținând marchizului de Pimodan, Baron Echenay.

## Evoluția populației
Evoluția numărului de locuitori este cunoscută prin recensămintele populației desfășurate în comuna din 1793. Din 2006, populațiile legale ale comunelor sunt publicate anual de INSEE. Recensământul se bazează acum pe o colecție anuală de informații, care acoperă succesiv toate teritoriile municipale pe o perioadă de cinci ani. Pentru municipalitățile cu mai puțin de 10.000 de locuitori, se efectuează un sondaj de recensământ al întregii populații la fiecare cinci ani, populațiile legale ale anilor intermediari fiind estimate prin interpolare sau extrapolare. Pentru municipalitate, primul recensământ cuprinzător în cadrul noului sistem a fost efectuat în 2008.
În 2015, municipalitatea avea 13 locuitori, în stagnare față de 2010 (Haute-Marne: -2,65%, Franța, cu excepția Mayotte: + 2,44%).
| An        | 1975 | 1982 | 1990 | 1999 | 2006 | 2009 |
| --------- | ---- | ---- | ---- | ---- | ---- | ---- |
| Populație | 18   | 17   | 17   | 10   | 12   | 13   |